# René Linderer
René Linderer (* 4. Juni 1971) ist ein ehemaliger deutscher Fußballspieler.

## Sportliche Laufbahn
Linderer spielte in unterschiedlichen Klassen im deutschen Fußball. Er war im Jugend- und Amateurbereich aktiv beim VfR Achern, SV Linx, FV Gamshurst und dem SV Oberachern. Seine Hochzeit als Fußballspieler erlebte er beim SC Freiburg. In der Saison 1993/94 gehörte er dem Bundesligakader des Sportclubs an. Er absolvierte sechs Spiele in Deutschlands Elitespielklasse. Sein Debüt gab er am 1. Spieltag nach dem Aufstieg der Freiburger bei der 1:3-Auswärtsniederlage gegen den FC Bayern am 7. August 1993 im Olympiastadion München.

## Trivia
Linderer ist gelernter Bankbetriebswirt und hat zwei Töchter.